# Војислав Мишковић
Војислав Мишковић (Фужине, 6/18. јануар 1892 — Београд, 25. новембар 1976) био је српски астроном и универзитетски професор. Истакао се као управник Астрономске опсерваторије.

## Биографија
На дужност директора Опсерваторије ступио 1926. по повратку из Француске у којој је стекао своја највиша научна звања и у којој је развијао успешну каријеру астронома. Свом новом послу приступио је енергично и са пуно амбиција. Захваљујући његовој упорности и подршци научне јавности, али и општој жељи да се земља укључи у Европу и постане водећа бар на Балкану, Опсерваторија је добила локацију за изградњу четири зграде на Великом Врачару.
Био је професор на Природно-математичком факултету у Београду.

За правог члана Српске краљевске академије примљен је у фебруару 1940.